# Kings of the Wild Frontier
Kings of the Wild Frontier ist das zweite Studioalbum der New-Wave-Band Adam and the Ants. Es wurde am 7. November 1980 bei CBS Records veröffentlicht und von Chris Hughes produziert.

## Hintergrund
Das Album Kings of the Wild Frontier war das zweite Album der Band und zugleich das erste in der Besetzung mit Adam Ant als Sänger, Marco Pirroni an der Gitarre, Kevin Mooney am Bass und den beiden Schlagzeugern Terry Lee Miall und Merrick, bürgerlich Chris Hughes. Das Vorgängeralbum Dirk Wears White Sox konnte sich in den britischen Charts platzieren, im Nachgang wurden allerdings alle Musiker der Band von Malcolm McLaren, dem ehemaligen Manager der Sex Pistols für die von ihm zusammengestellte Band Bow Wow Wow abgeworben. Das neue Album wurde von Chris Hughes produziert und erschien erstmals als LP und Musikkassette am 7. November 1980 bei CBS Records. Das Album erschien erstmals 1994 auf CD.
Der Name des Albums und des Titelsongs nimmt Bezug auf den Film Davy Crockett, König der Trapper, im englischen Original Davy Crockett, King of the Wild Frontier. Es enthält mit dem Titelsong sowie Dog Eat Dog und Antmusic drei der frühesten Hits der Band, die sich jeweils in den Top 10 der britischen Charts platzieren konnten. Die Musik und die Texte stammen von Adam Ant und dem Gitarristen Marco Pirroni. Das Riff von Killer in the Home basiert auf Rumble von Link Wray, Feed Me to the Lions nimmt Anleihen an Maurice Jarres Filmmusik zu Lawrence von Arabien.
Im Juli 2004 veröffentlichte Columbia Records eine Neuauflage auf CD mit sechs Bonustracks. Im Mai 2016 folgte eine „Deluxe Edition“ als Doppel-CD sowie das Boxset „Super Deluxe Edition“ mit zwei CDs (Album und Bonusmaterial), einer LP (Album) und DVD (Live-Videos und Dokumentation).

## Titelliste
Alle Songs stammen aus der Feder von Stuart Leslie Goddard alias Adam Ant und Marco Pirroni.
Seite A
1. Dog Eat Dog – 3:07
2. Antmusic – 3:36
3. Feed Me to the Lions – 2:59
4. Los Rancheros – 3:28
5. Ants Invasion – 3:20
6. Killer in the Home – 4:19
Seite B
7. Kings of the Wild Frontier – 3:53
8. The Magnificent Five – 3:05
9. Don’t Be Square (Be There) – 3:29
10. Jolly Roger – 2:09
11. Making History – 4:26
12. The Human Beings – 4:24
Bei der amerikanischen Auflage von Epic Records wurde die Reihenfolge der Lieder Feed Me to the Lions und Los Rancheros getauscht, zusätzlich wurde das Lied Press Darlings (4:12) als fünftes Lied der A-Seite hinzugefügt und Making History durch Physical (You’re So) (4:26) ausgetauscht. Beide neu zugefügten Titel wurden von Adam Ant allein geschrieben. Die CD-Version von 1994 entspricht in ihrer Zusammenstellung der Originalausgabe.
Bonustracks (2004)
13. Antmusic (Alternative Mix) – 3:40
14. Antmusic (Unreleased Demo Recording) – 3:26
15. Feed Me to the Lions (Unreleased Demo Recording) – 3:00
16.The Human Beings (Unreleased Demo Recording) – 2:27
17. S.E.X. (Unreleased Demo Recording) – 3:53
18. Omelette From Outer Space (Unreleased Demo Recording, Schlagzeug: David Barbe) – 3:06

## Singleauskopplungen
Als erste Single des Albums wurde der Titelsong Kings of the Wild Frontier am 25. Juli 1980 veröffentlicht. Ab dem 2. August 1980 konnte sie sich als erste Single der Band in den britischen Charts platzieren und stieg am 14. März 1981 auf den zweiten Platz der Charts. Sie blieb bis zum 16. Mai für insgesamt 18 Wochen in den Charts. Dog Eat Dog folgte am 3. Oktober 1980 als zweite Single aus dem Album und stieg am 11. Oktober 1980 in die Singlecharts ein. Seine Höchstposition erreichte sie am 8. November 1980 mit Platz 4, insgesamt war sie 16 Wochen und positionierte sich zuletzt am 24. Januar 1981 auf Position 65. Antmusic wurde die dritte Single, sie wurde am 28. November 1980 veröffentlicht und stieg am 6. Dezember 1980 auf Position 31 in die Charts ein. Am 17. Januar 1981 erreichte die Single Platz 2 der Charts und konnte diese Position für zwei Wochen halten. Insgesamt blieb sie 18 Wochen in den Charts, bevor sie am 4. März 1981 zum letzten Mal auf Rang 64 notiert war.
Singles in den Charts

| Jahr | Titel B-Seite                     | Höchstplatzierung, Gesamtwochen, AuszeichnungChartsChartplatzierungen (Jahr, Titel, B-Seite, Platzierungen, Wochen, Auszeichnungen, Anmerkungen) | Anmerkungen                                               |
| Jahr | Titel B-Seite                     | UK | Anmerkungen                                               |
| ---- | --------------------------------- | --- | --------------------------------------------------------- |
| 1980 | Kings of the Wild Frontier Elaine | UK2 (18 Wo.)UK | Erstveröffentlichung: 25. Juli 1980                       |
| 1980 | Dog Eat Dog The Piper             | UK4 Silber · (16 Wo.)UK | Erstveröffentlichung: 3. Oktober 1980 Verkäufe: + 250.000 |
| 1980 | Antmusic The Piper                | UK2 (18 Wo.)UK | Erstveröffentlichung: 28. November 1980                   |

## Kommerzieller Erfolg

### Chartplatzierungen
Es war das zweite Album von Adam & the Ants nach Dirk Wears White Sox von 1979 und das erste Album, das in die britischen Albumcharts einstieg. Seine erste Chartnotierung erfolgte am 15. November 1980 auf Rang vier und nach einigen Wochen in den Top 10 und Top 20 stieg es am 24. Januar 1981 auf den ersten Platz. Dort verblieb es erst zwei Wochen und dann ab dem 14. März 1981 nochmals für zehn Wochen. Insgesamt insgesamt 66 Wochen in den Top 100 halten, davon 33 Wochen in den Top 10. In die deutschen Albumcharts kam es am 13. Juli 1981 und stieg bis auf Platz elf. Insgesamt war es 16 Wochen in der Hitparade, seine letzte Platzierung hatte es am 2. November 1981. Auch in Österreich kam das Album in die Hitparade. Es stieg am 15. August 1981 ein und stieg bis auf Rang 18, seine letzte Platzierung war am 1. September 1981 und es verließ nach zwei Halbmonatsausgaben die Charts.
| ChartsChartplatzierungen       | Höchstplatzierung | Wochen/ Monate |
| ------------------------------ | ----------------- | -------------- |
| Deutschland (GfK)              | 11 (16 Wo.)       | 16 Wo.         |
| Österreich (Ö3)                | 18 (1 Mt.)        | 1 Mt.          |
| Vereinigte Staaten (Billboard) | 44 (35 Wo.)       | 35 Wo.         |
| Vereinigtes Königreich (OCC)   | 1 (66 Wo.)        | 66 Wo.         |

### Auszeichnungen für Musikverkäufe
| Land/Region                  | Auszeichnungen für Musikverkäufe (Land/Region, Auszeichnung, Verkäufe) | Verkäufe |
| ---------------------------- | ---------------------------------------------------------------------- | -------- |
| Neuseeland (RMNZ)            | Gold                                                                   | 10.000   |
| Vereinigte Staaten (RIAA)    | Gold                                                                   | 500.000  |
| Vereinigtes Königreich (BPI) | Platin                                                                 | 300.000  |
| Insgesamt                    | 2× Gold · 1× Platin ·                                                  | 810.000  |

## Rezeption
Kings of the Wild Frontier wurde positiv rezensiert. 1982 gewann es den britischen BPI Award als Album des Jahres. Das Magazin Rolling Stone wählte es 2020 auf Platz 64 der 80 besten Alben des Jahres 1980.
Das Album gehört zu den 1001 Albums You Must Hear Before You Die.

### Coverversionen
Von einzelnen Songs des Albums wurden Coverversionen verschiedener Künstler aufgenommen. So wurde Antmusic etwa von der Band Hypnolovewheel 1992, von Robin Williams als B-Seite seiner Single No Regrets 1998, von OK Go 2001 und von Blue Moon Special 2006 gecovert. Jolly Rodger wurde 1995 von The Beatlesons aufgenommen, Ants Invasion 2006 von Circus Diablo und von dem auf der amerikanischen Auflage zugefügten Song Physical (You're So) existiert eine Coverversion von Trent Reznors Nine Inch Nails auf deren EP Broken von 1992. Zudem nahm der Musiker Johnny Normahl zusammen mit Marco Pirroni das komplette Album in der britischen Version 2016 nochmals unter dem Titel Kings of the Wild Frontier (Music for a Future Age) auf.

## Belege
1. ↑  
Adam and the Ants – Kings of the Wild Frontier bei Discogs; abgerufen am 12. August 2024.
2. ↑  
Adam and the Ants – Kings of the Wild Frontier (US) bei Discogs; abgerufen am 12. August 2024.
3. ↑  
Adam and the Ants – Kings of the Wild Frontier (CD) bei Discogs; abgerufen am 12. August 2024.
4. 1 2  
Kings of the Wild Frontier by Adam & the Ants. In: officialcharts.com. Abgerufen am 12. August 2024.
5. 1 2  
Dog Eats Dog by Adam & the Ants. In: officialcharts.com. Abgerufen am 12. August 2024.
6. 1 2  
Antmusic by Adam & the Ants. In: officialcharts.com. Abgerufen am 12. August 2024.
7. 1 2  Adam & the Ants – Kings of the Wild Frontier. In: officialcharts.com. Official Charts Company, abgerufen am 15. August 2024 (englisch).
8. 1 2  Adam & the Ants – Kings of the Wild Frontier. In: offiziellecharts.de. GfK Entertainment, abgerufen am 15. August 2024.
9. 1 2  Adam & the Ants – Kings of the Wild Frontier. In: austriancharts.at. Hung Medien, abgerufen am 15. August 2024.
10. ↑  Adam & the Ants. In: billboard.com. Billboard, abgerufen am 15. August 2024 (englisch).
11. ↑  Dean Scapolo: The Complete New Zealand Music Charts: 1966 – 2006. Maurienne House, 2007, ISBN 978-1-877443-00-8 (englisch).
12. ↑  Gold & Platinum. In: riaa.com. billboard, 19. August 1994, abgerufen am 15. August 2024 (englisch).
13. ↑  Adam & the Ants – Kings of the Wild Frontier. In: bpi.co.uk. BPI, 26. Februar 1981, abgerufen am 15. August 2024 (englisch).
14. ↑  Review von Stephen Thomas Erlewine auf AllMusic (abgerufen am 29. Oktober 2024)
15. ↑  Review von John Lewis, in: Uncut 07/2016, Ausgabe 230, S. 89.
16. ↑  Review von Gabriele Meierding, in: Musikexpress 02/1981, Ausgabe 301, S. 58.
17. ↑  Greatest Albums of 1980 auf rollingstone.com (abgerufen am 29. Oktober 2024)
18. ↑  
Various Artists – Freedom of Choice (Yesterday's New Wave Hits as Performed by Today’s Stars) bei Discogs; abgerufen am 13. August 2024.
19. ↑  
Robin Williams – No Regrets / Antmusic bei Discogs; abgerufen am 13. August 2024.
20. ↑  
OK Go – Pink EP bei Discogs; abgerufen am 13. August 2024.
21. ↑  
Various Artists – Modern & Cover Rock'N'Roll bei Discogs; abgerufen am 13. August 2024.
22. ↑  
The Beatlesons – Crazy Horses bei Discogs; abgerufen am 13. August 2024.
23. ↑  
Circus Diablo – Circus Diablo bei Discogs; abgerufen am 13. August 2024.
24. ↑  
Nine Inch Nails – Broken bei Discogs; abgerufen am 13. August 2024.
25. ↑  
Johnny Normahl feat. Marco Pirroni – Kings of the Wild Frontier (Music for a Future Age) bei Discogs; abgerufen am 13. August 2024.